# Tekla
Корпорация Текла — публичная компания, одна из передовых мировых разработчиков программного обеспечения для автоматизации бизнес-процессов электросетевых, строительных и планировочных компаний и муниципалитетов. Основана в 1966 году. Головной офис — Эспоо, Финляндия (Espoo, Finland). Региональные офисы: Швеция, Дания, Великобритания, Франция, Германия, США, Малайзия, Япония, Китай, Индия, Таиланд, Сингапур, Объединенные Арабские Эмираты, Российская Федерация. Широкая партнёрская сеть (в 80 странах).
По сведениям с официального сайта клиенты Корпорации расположены в 100 странах. Компания состоит в ассоциации по борьбе с пиратством BSA.
В мае 2011 стала частью компании Trimble наравне с другими системами автоматизированного проектирования имеющихся в арсенале данной компании.

## Продукты

### Проектирование и строительство
Tekla Structures — 4х-мерная система премиум-класса предназначенная для 3х-мерного моделирования как простых, так и сложнейших сооружений из разнообразных материалов и управления строительной информацией (BIM). Может использоваться, как платформа для разработки собственных приложений. Программа имеет поддержку таких форматов, как например: IFC, CIS/2, SDNF, DSTV, DWG, DXF, DGN и так далее. Имеет функционалы: автоматической генерации и копирования чертежей, поддержку многопользовательского доступа и единовременной работы над одной моделью, автоматизированного создания и копирования предварительно определённых соединений и деталировок.
Возможен экспорт для различных автоматизированных производств, как стальных, так и железобетонных изделий, так и арматуры, например для таких MIS систем, как: CONSTRUSTEEL, Steel Projects, FabTrolMRP, BETSY, EliPlan, Unitechnik, SAA, Progress, такое машинное оборудование, как СNC, железобетонное производственное оборудование.
Tekla BIMsight — бесплатная система для одновременного, 3х-мерного просмотра и проверки строительных моделей разных форматов, в том числе и публикуемых из Tekla Structures, а также других САПР/BIM в формате IFC. Предназначена для консолидации BIM модели из различных файлов (разных систем, секций, разделов и т. д.) с возможностью геометрических проверок (коллизий) и выдачи замечаний, доступных для других пользователей.

### Инфраструктура и энергетика
Tekla Xpower — сетевая информационная система (NIS-система) для энергетических предприятий.
Tekla Xpipe — сетевая информационная система (NIS-система) для водных коммуникаций.
Tekla Xcity — городская информационная система.
Tekla Xstreet — система гражданского строительства.